# مالفينس
مالفينس (بالإنجليزية: Mailfence)‏ هي خدمة بريد إلكتروني مشفرة تقدم التشفير والتوقيعات الرقمية المستندة إلى OpenPGP. انطلقت هذه الشركة في نوفمبر 2013 من قبل مجموعة ContactOffice، التي تعمل على تشغيل مجموعة تعاون عبر الإنترنت للجامعات والمنظمات الأخرى منذ عام 1999.

## تاريخ

### التطورات
في منتصف عام 2013، بدأ مشروع مالفينس من قبل مؤسسي ContactOffice. أصدرت نسخة تجريبية من التشفير التام بين الطرفين والتوقيعات الرقمية لرسائل البريد الإلكتروني في مارس 2016. أصدرت مالفينس تطبيق ويب تقدميًا للأجهزة المحمولة في يناير 2021.

### الحظر في روسيا
أفادت مالفينس في 5 مارس 2020 أن خوادم بروتوكول نقل البريد البسيط الخاصة بهم محظورة بواسطة خدمات البريد الإلكتروني الروسية. كان هذا ردًا على رفضهم تقديم إشعار ببدء التعاون مع وكالة الإشراف الفيدرالية للاتصالات وتكنولوجيا المعلومات والاتصالات الجماهيرية للحكومة الروسية. لم يستجب مالفينس لهذا الطلب، مشيرًا إلى التزامه بتقديم معلومات حول المستخدمين، منتهكًا شروطه والقوانين البلجيكية الفيدرالية.

## الميزات
توفر مالفينس ميزات بريد إلكتروني آمنة، مع وظائف أخرى مثل التقويم، وجهات الاتصال، والمستندات، والتعاون. يتوفر التشفير والمصادقة ذات العاملين في الإصدار المجاني من المنتج. تتوفر معظم الميزات الأخرى فقط مع الاشتراكات المدفوعة التي تبدأ من 2,50 يورو شهريًا.

### بريد الإلكتروني
تدعم خدمة بروتوكول الوصول إلى رسائل الإنترنت بالإضافة إلى نطاقات تخصيص SPF وDKIM وDMARC ودعم تصفية الرسائل. يمكن للمستخدمين إرسال رسائل بريد إلكتروني ذات نص فارغة أو ممتلئة، وتنظيم الرسائل في مجلدات و / أو تصنيفها بالعلامات، وتدوين الملاحظات عن طريق تعيين تعليق على كل رسالة وإنشاء توقيعات رسائل افتراضية لكل عنوان مرسل. يمكن أيضًا إدارة الهويات المختلفة باستخدام الأسماء المستعارة والمرشحات لرسائل البريد الإلكتروني الواردة.

### جهات الاتصال
استيراد دعم جهات الاتصال وتصدير (vCard وصيغة المستندات المنقولة) وأيضا يمكن الوصول إليه باستخدام (CardDAV). ينظمها المستخدمون بالعلامات ويمكنهم أيضًا إنشاء قوائم جهات اتصال.

### التقويم
يدعم التقويم استيراد vCal / iCal وتصديره. ويمكن الوصول إليه باستخدام (CalDAV). يمكن للمستخدمين مشاركة التقويمات الخاصة بهم مع أعضاء المجموعة ويمكنهم أيضًا إنشاء استطلاعات الرأي.

### المستندات
يمكن الوصول إلى المستندات باستخدام WebDAV أو تحريرها عبر الإنترنت. يمكن للمستخدمين سحب الملفات ولسقها في المجلدات، وتصنيفها بالعلامات، وتدوين الملاحظات عن طريق وضع تعليق على كل ملف.

### المجموعات
تتيح المجموعات للمستخدمين مشاركة البريد والمستندات وجهات الاتصال والتقويمات وإجراء محادثة فورية مع أعضاء المجموعة بطريقة آمنة. يدير مسؤول المجموعة حقوق الوصول لأعضاء المجموعة ويمكنه أيضًا تعيين عضو آخر في المجموعة كمسؤول، مشارك أو المسؤول الرئيسي للمجموعة.

### عملاء على شبكة الإنترنت
تأتي واجهة الويب مع العميل IMAP وPOP3 CalDAV وWebDAV مضمن. يمكن للمستخدمين إضافة حسابات خارجية وإدارتها مركزيًا في واجهة الويب.

### إدارة المستخدم
يمكن لمالكي الحساب إنشاء وإدارة حسابات المستخدمين باستخدام وحدة تحكم المشرف.

## موقع الخادم
نظرًا لوجود خوادم مالفينس في بلجيكا،  فهم قانونيًا خارج الولاية القضائية للولايات المتحدة. لذلك لا يخضع مالفينس لأوامر حظر النشر الأمريكية وخطابات الأمن القومي، على الرغم من معاهدات تسليم المجرمين المبرمة مع الولايات المتحدة. بموجب القانون البلجيكي، يجب أن تمر جميع طلبات المراقبة الوطنية والدولية من خلال محكمة بلجيكية.